# Magomedszalam Magomedovics Magomedov

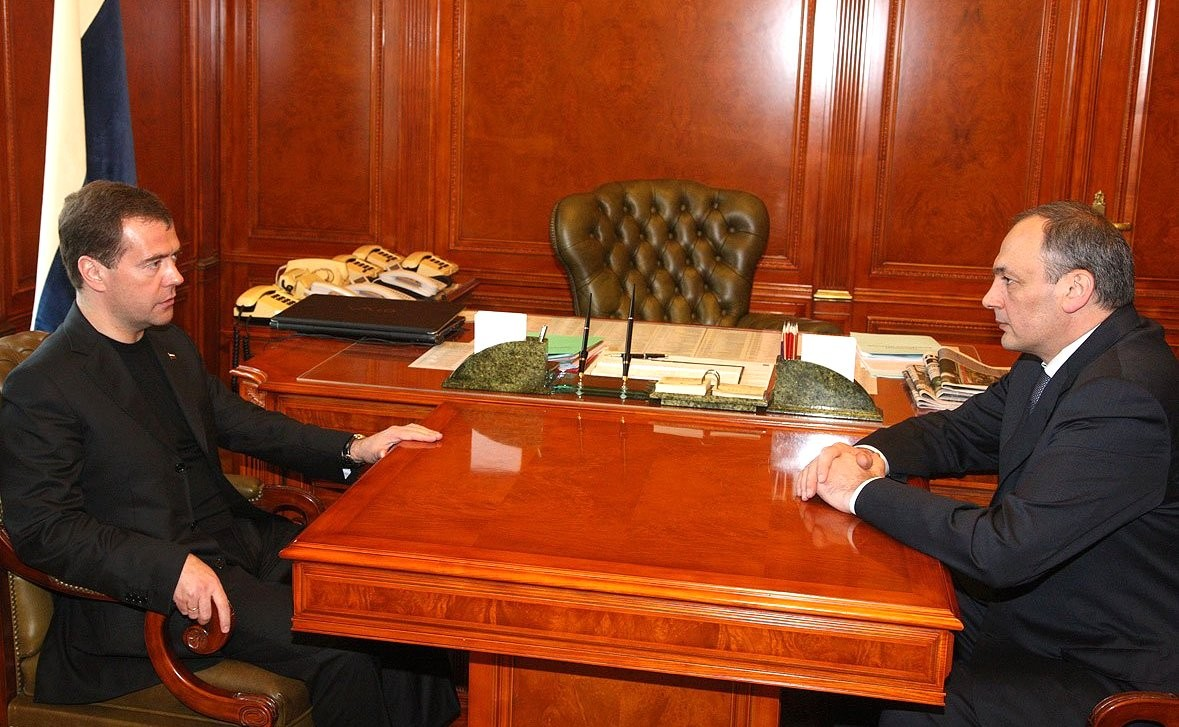
Magomedov (jobbra) Dmitrij Medvegyevvel

Magomedszalam Magomedovics Magomedov (oroszul: Магомедсалам Магомедалиевич Магомедов; Levasi, Dagesztáni ASZSZR, 1964. június 1. –) darg nemzetiségű oroszországi közgazdász és politikus, az Oroszországi Föderációhoz tartozó észak-kaukázusi Dagesztáni Köztársaság elnöke.
Az orosz elnök nevezte ki, kinevezését 2010. február 10-én hagyta jóvá Dagesztán parlamentje.
Apja az a Magomed Ali Magomedov, aki az 1970-es évektől különböző vezető állami tisztségeket töltött be Dagesztánban (1983-tól miniszterelnök, majd 1987 és 2006 között államfő volt).
Elnöki programja azt célozza, hogy konszolidálja és modernizálja a köztársaságot, hogy így nagyobb erővel állhasson ellen az iszlám szélsőséggel, különösen a Kaukázusi Emírség kísérleteivel Dagesztán destabilizálására.
Magomedov a közgazdasági tudományok doktora, tehát tudományos háttérrel rendelkezik, eltérően elnöki elődeitől, akik a szovjet korszakban kommunista vezetők voltak, de alkalmazkodtak az új viszonyokhoz. Az elnöki kinevezés nem első találkozása a politikával, 2006-ban a dagesztáni parlament elnökévé választották és ezt a posztot egy évig töltötte be.

## Fordítás
- Ez a szócikk részben vagy egészben  a   Magomedsalam Magomedov című angol Wikipédia-szócikk ezen változatának fordításán alapul.  Az eredeti cikk szerkesztőit annak laptörténete sorolja fel. Ez a jelzés csupán a megfogalmazás eredetét és a szerzői jogokat jelzi, nem szolgál a cikkben szereplő információk forrásmegjelöléseként.